# Ensaio edométrico

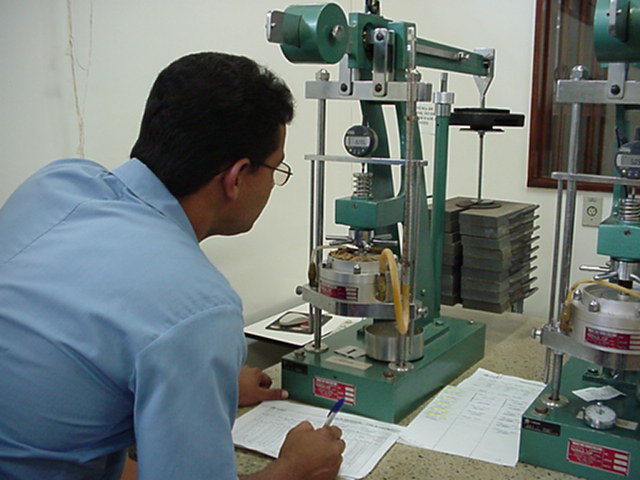
Prensa para ensaio de adensamento edométrico, ou lateralmente confinado.

O ensaio edométrico ou ensaio de adensamento lateralmente confinado, é um tipo de ensaio utilizado para medir as propriedades mecânicas dos solos: resposta do solo a uma dada solicitação no que diz respeito a deformações verticais. Através desse ensaio é obtido o coeficiente de adensamento, com o qual é realizado, por exemplo, o dimensionamento das fundações de uma obra.

## Modelo mecânico de Terzaghi
O processo de adensamento é explicado, freqüentemente, com um sistema idealizado por Karl von Terzaghi, onde o solo é representado por uma mola cuja deformação é proporcional à carga sobre ela aplicada. O solo saturado pode então ser imaginado como uma mola dentro de um cilindro cheio de água. O cilindro tem um pequeno furo no seu êmbolo, por onde a água pode sair lentamente representando assim a sua baixa permeabilidade.

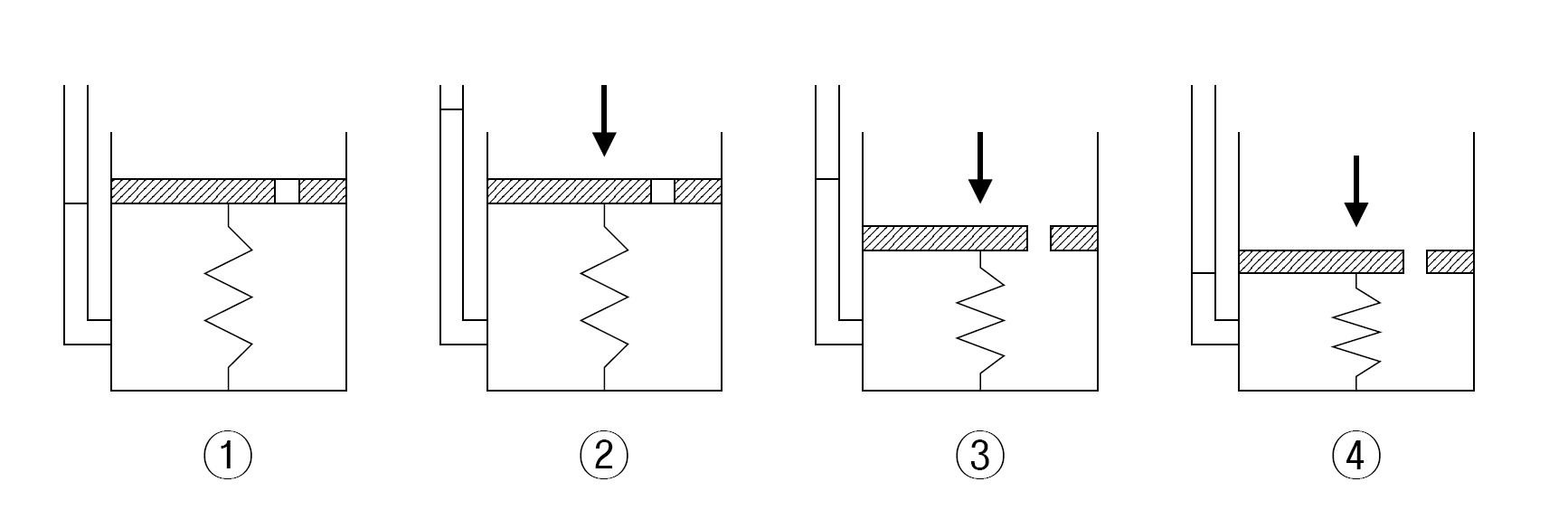
Processo de adensamento.

O modelo mecânico de Terzaghi, representado na figura acima, tem seu funcionamento conforme descrito a seguir.
1. O cilindro cheio d'água, e com a mola dentro, estão em equilíbrio e representam o solo saturado;
2. É aplicado um carregamento sobre o pistão. Nesse momento a água é que sustenta toda a carga pois ela pode ser considerada incompressível;
3. À medida que a água é drenada pelo orifício, parte do carregamento passa a ser suportado pela mola que vai encolhendo e aumentando sua resistência. O solo está adensando;
4. O sistema volta ao equilíbrio pois a pressão da água foi toda dissipada e a mola, que representa a estrutura sólida do solo, suporta a carga sozinha. É o fim do adensamento.

## Procedimento
Uma amostra cilíndrica do solo que se pretende analisar é colocada num edómetro. A amostra tem, em geral, 19 mm de espessura e 70 mm de diâmetro. Aplicando diversos escalões de carga durante períodos de 24 horas, para que as tensões intersticiais do solo se dissipem, mede-se a deformação vertical da amostra. Devido ao facto de só ocorrem deformação unidimensionais sabe-se à partida que a deformação volumétrica adquire o mesmo valor da deformação vertical.